# Saxifraga vayredana
Saxifraga vayredana är en stenbräckeväxtart som beskrevs av Luizet. Saxifraga vayredana ingår i Bräckesläktet som ingår i familjen stenbräckeväxter. Inga underarter finns listade i Catalogue of Life.

## Bildgalleri

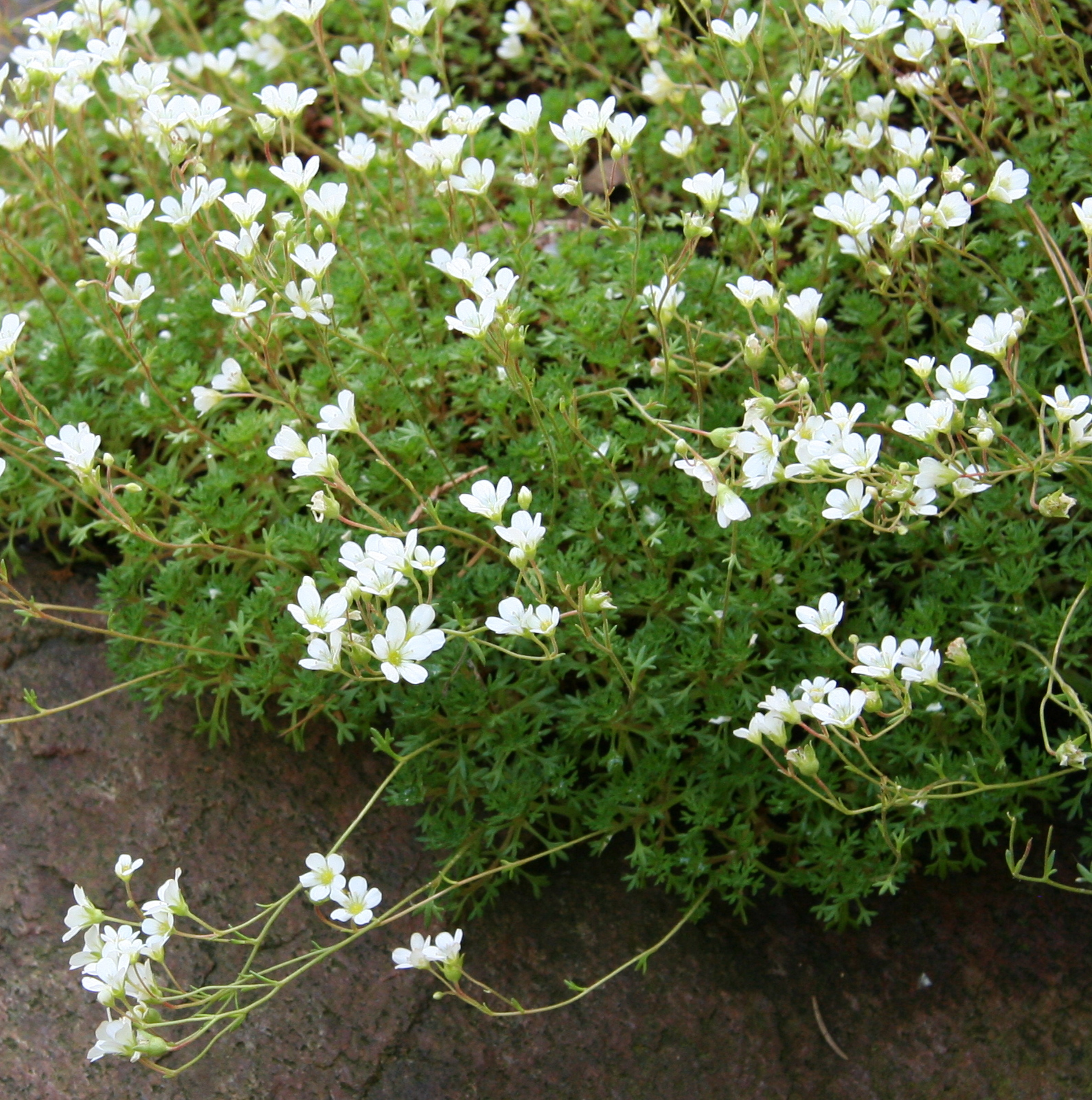